# 木村日翠
木村 日翠（きむら ひすい）は、日本の子役俳優。劇団ひまわり所属。
舞台・TVドラマ・CM・声優など幅広い活動をしている。

## 舞台
- 雪の女王　妖精 2015年
- 読モの掟！2016 　ミア幼少期 2016年
- 希望の色 〜君の顔を、希望の色に〜　美紀 2016年
- 作者を探す六人の登場人物 　登場人物 娘 2020年
- フクロウガスム 2023　ナナ少女 2023年

## TV
- 牙狼-GARO- -GOLD STORM- 翔　ハルナ幼少期 2015年
- Chef〜三ツ星の給食〜　クラスメート 2016年
- 今夜、勝手に抱きしめてもいいですか？　ナナ 2018年
- 警視庁・捜査一課長2020　緑沢いずみ 少女時代 2020年

## 声優

### TV
- ペッパピッグ＠きんてれ　キャンディキャット 2017年～
- ゾイド・ワイルドZERO　マリア 2020年

### Netflix
- グッドガールズ:崖っぷちの女たち　エマ 2018年
- グッドガールズ:崖っぷちの女たち Season2　エマ 2019年
- グッドガールズ:崖っぷちの女たち Season3　エマ 2020年
- グッドガールズ:崖っぷちの女たち Season4　エマ 2021年
- ラトルスネーク　クララ 2019年
- クロース 2019年
- マイティ・エクスプレス SP クリスマスのぼうけん　マンディ･メール 2020年
- マイティ・エクスプレス Seson2　マンディ･メール 2021年
- オバケの町　ゼルダ 2021年
- ワッフルとモチ 2021年
- せかいはふしぎでできている!　エイダ 2021年～
- クリスマスとよばれた男の子　アンドレア 2021年
- アクション･パック　アビー、ギャビー、マディーの3役 2022年
- イラックス　ニーナ 2022年
- オリオンと暗闇　ヒュパティア 2024年

### Disney+
- 秘密結社ベネディクト団　2021年
- パラレル カミーユ　2022年
- ピノキオ　2022年
- ピーター・パン&ウェンディ　バーディー　2023年
- わたしの心のなか　クレア 2024年

### ラジオ
- 青春アドベンチャー シンクホール　博士 2021年
- 青春アドベンチャー ねぷたの来ない夏に　美咲(少女) 2021年
- 青春アドベンチャー イッツ・ア・ビューティフルワールド 2021年
- 青春アドベンチャー 浮遊霊ブラジル 2021年

### 映画
- トイ・ストーリー4　女の子 2019年
- エンツォ レーサーになりたかった犬とある家族の物語　ゾーイ 2019年
- インスタント・ファミリー 〜本当の家族見つけました〜　リタ 2020年
- 家なき子レミ 2021年
- あの夏のルカ 2021年
- 鹿の王 ユナと約束の旅　ユナ 2022年

### Youtubeチャンネル
- BING　ココ 2023年

### ゲーム
- ファイナルファンタジーVII リバース　クリン 2024年